# 罗·斯雷索贴
罗·斯雷索贴（高棉語： 發音：[rŭəh seː.riː.sot.tʰiə]，Ros Serey Sothea，1946年11月6日—1977年）是柬埔寨的一位女歌手、歌曲写手，活跃于1960年代至1970年代初期。
罗·斯雷索贴出生在马德望省，是家中的次女。她自幼就展现出音乐天赋。1963年出道。1967年，受到国营电台歌手Im Song Seurm的赏识，邀请她来金边发展。因为其清澈的嗓音，迅速成为流行全国的歌星。她与辛·西萨木合作了不少对唱的流行歌曲。她还与宾兰、怀密、Sos Mat等歌手合作过。
斯雷索贴早期的歌曲以柬埔寨民谣为主。自1960年代末起，受法国和美国的影响，她的音乐加入了西方流行摇滚乐器。许多电影导演邀请她为自己的电影演唱歌曲。国家元首诺罗敦·西哈努克授予她“金嗓子女王”（Reach Ni Saamleng Rei Measa Kandoeng）的头衔。
1970年柬埔寨内战爆发后，她被卷入高棉共和国军队中，为朗诺政权录制支持共和国、反对红色高棉武装的歌曲。1975年4月，红色高棉军队攻入金边。在红色高棉执政之后，斯雷索贴失踪，据推测遭红色高棉杀害。
专辑《柬埔寨摇滚乐》中收录关于她的11首歌曲。美国纪录片《别认为我忘了：柬埔寨失去的摇滚乐》中有介绍她的事迹。
罗·斯雷索贴有一个姐姐Ros Saboeut，后来成为社会活动家。